# Шентјунгерт
Шентјунгерт (словен. Šentjungert) је насељено место у општини Цеље, Савињска регија, Словенија.

## Историја
До територијалне реорганизације у Словенији био је у саставу старе општине Цеље.

## Становништво
У попису становништва из 2011. године, Шентјунгерт је имао 148 становника.
| Број становника према пописима | Број становника према пописима | Број становника према пописима |
| ------------------------------ | ------------------------------ | ------------------------------ |
| 1991                           | 2002                           | 2011                           |
| 89                             | 114                            | 148                            |

Напомена: До 1984. исказивано под именом Света Јунгерт.